# 新矢皐月
新矢 皐月（あらや さつき、1993年4月24日 - ）は日本の元アイドル。青森県出身。元アリスプロジェクト所属。

## 人物
- 2012年6月3日にOZとしてアイドルデビュー[1]。かかし担当でOZリーダー。同年10月21日にOZを卒業してスチームガールズでのデビューライブを行った[2]。
- スチームガールズでもリーダーを務めている[3]。
- 2013年3月17日にほわいと☆milkに加入[4][5]。
- 事務所の倉庫に住み込んでアイドル活動を行っていた（2013年時点）。その貧乏な暮らしぶりが話題となり[6]、貧乏アイドルとして『お金がなくても幸せライフ がんばれプアーズ![7]』（テレビ東京）、『ナカイの窓』『幸せ!ボンビーガール[8]』（以上日本テレビ）にも取り上げられた。
- 青森訛りの言葉や独特の垂れ目はメディア出演する際よくいじられる（特に後者は「起きてる?」とよく言われる）。
- 2015年2月23日付で仮面女子（スチームガールズ）、ほわいと☆milkを卒業。2017年から、ゲーム関連のインターネットライブなどに出演している。

## ユニット活動
- スチームガールズ（2012年10月 - 2015年2月23日）
- スープ☆ガールズ
- OZ (アイドルグループ)（2012年10月卒業）
- ほわいと☆milk（2013年3月 - 2015年2月23日）

## 出演

### テレビ番組
- お金がなくても幸せライフ がんばれプアーズ!（テレビ東京）
- ナカイの窓（日本テレビ）
- ウタ娘（テレビ埼玉）
- 幸せ!ボンビーガール（2013年5月28日、日本テレビ）
- Rの法則（2013年8月27日、NHK Eテレ）
- ラスト・ドクター〜監察医アキタの検死報告〜 第5話（2014年8月8日、テレビ東京）
- ニチヨル! （青森放送）